# جاسي جيل
جاسديب سينج جيل هو من مواليد 26 نوفمبر 1988 هو مغني هندي ومؤدي حي وممثل مرتبط بالموسيقى والأفلام باللغةالبنجابية والهندية ظهر لأول مرة في السينيما البنجابية بفيلم 2014 السيد والسيدة 420 وفي السينيماء الهندية بفيلم 2018 هابي فير باهاج جايجي
ولد في 26 نوفمبر 1988 في قرية جاندالي بالقرب .   درس في كلية جوبندجاره العامة حيث تناول مادتين عمليتين هما الموسيقى والتربية البدنية. تم تدريبه على الغناء في مهرجانات الشباب المحلية. حصل على المركز الثاني أربع مرات متتالية.  ناضل لمدة ثلاث سنوات قبل ظهوره   وهوى متزوج روخاس كور جيل وابن، جازوين جيل.  